# 비잔티움 공성전 (기원전 478년)
비잔티움 공성전(Siege of Byzantium)은 기원전 478년에 있었던 그리스-페르시아 전쟁의 그리스 측의 반격의 공성전이다. 이 전투에서 페르시아 제국 아케메네스 왕조는 비잔티움을, 나아가 트라키아의 지배권을 잃었다.

## 개요
스파르타의 장군 파우사니아스는 펠로폰네소스 동맹에서 20척, 델로스 동맹에서 30척의 함대를 이끌고 키프로스를 공격했고, 그 다음 비잔티움을 공격하여 함락시켰다. 그러나 파우사니아스는 난폭한 행동을 했다. 이 때문에 동맹국들은 아테네이로 전향하였고, 전투 끝에 파우사니아스가 포로로 잡은 페르시아 왕 크세르크세스 1세의 친족을 탈옥을 가장하여 비밀리에 돌려보냈다. 동시에 페르시아 왕 크세르크세스의 딸을 아내로 맞아 크세르크세스와 혼인 관계를 맺고 싶다고 밝혔고, 그리하면 그리스를 페르시아의 지배하에 둔다는 내용의 편지를 보냈다. 이러한 사정이 발각되었기 때문에, 파우사니아스는 스파르타에서 재판을 받았다. 그는 무죄를 선고받았지만, 사령관에서 해임되었다.